# 塞門蒂納
塞門蒂納是瑞士的城鎮，位於該國南部，由提契諾州負責管轄，面積8.25平方公里，海拔高度224米，2011年人口3,111，八成人口信奉羅馬天主教，人口密度每平方公里377人。